# Juan García Toussaintt
Pour les articles homonymes, voir Juan García (homonymie) et García.
Juan de Jesús García Toussaintt est un militaire et homme politique vénézuélien, né le 24 juin 1960. Il est l'actuel ministre vénézuélien du Transport depuis le 20 juin 2017.

## Carrière politique
Le 27 octobre 2010, par décret n°7.769 publié au Journal Officiel n° 39.539, le président Hugo Chávez le nomme vice-ministre de la Planification stratégique du système national du logement et de l'habitat. Par décret n°9.341 publié au Journal Officiel n°40.082 du 3 janvier 2013 il est nommé président de l'Institut des chemins de fer de l'État (Instituto de Ferrocarriles del Estado, en espagnol), en remplacement de Franklin Pérez Colina. Par décret n°1.254 publié au Journal Officiel n°40.500 du 19 septembre 2014, il est nommé vice-ministre de la Planification et du Développement pour la défense. Par décret n°2.918 publié au Journal Officiel n°41.176 du 20 juin 2017, le président le nomme ministre du Transport.